# Exposition universelle de 2005
L'Exposition universelle de 2005 ou Expo 2005 est une exposition universelle ayant eu lieu à Aichi (Japon) dans les collines orientales de Nagoya (commune de Nagakute et les villes de Toyota et de Seto), du 25 mars au 25 septembre 2005. Le thème de l'Exposition était « La sagesse de la nature ».

## Présentation
Les mascottes officielles étaient Kiccoro et Morizo.
Les organisateurs espéraient attirer vingt millions de visiteurs. Finalement, 22 049 544 personnes visitèrent l'Expo 2005. En 2000, Hanovre en avait reçu 18 sur les 40 millions attendus.
Le lieu de l'expo est relié a Nagoya par un train à sustentation électromagnétique appelé Linimo spécialement conçu pour l'occasion.
Le constructeur automobile Toyota, à l'origine du nom actuel de la ville, est le principal commanditaire et fournisseur de l'expo, destinée à mettre en valeur la région centrale du Chūbu.

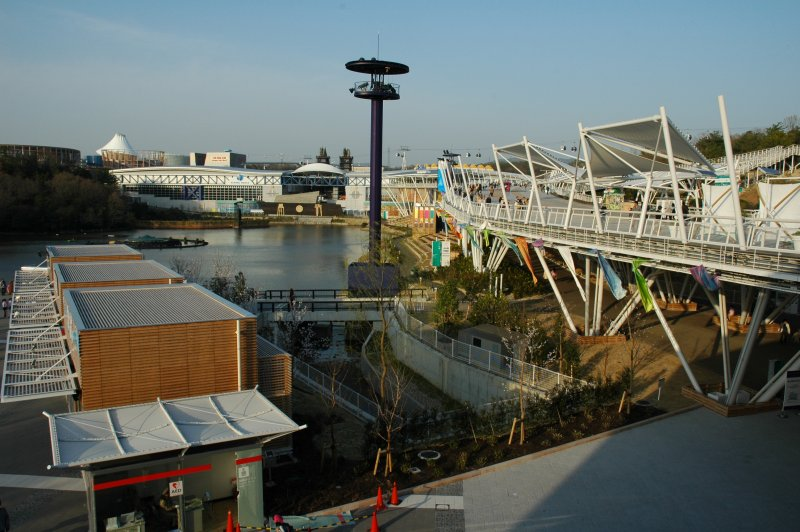
Vue des lieux.
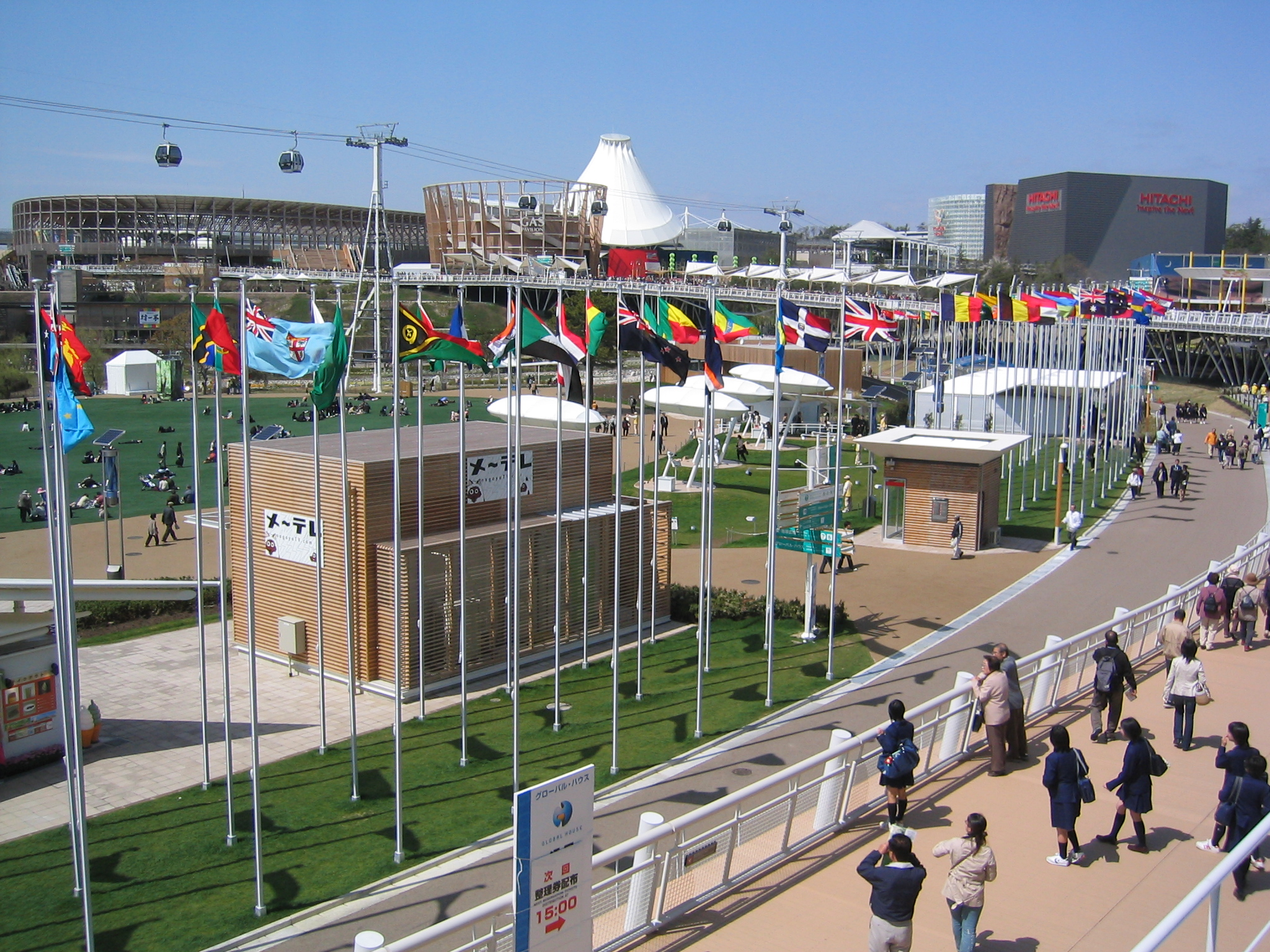
Pavillons d'entreprises.
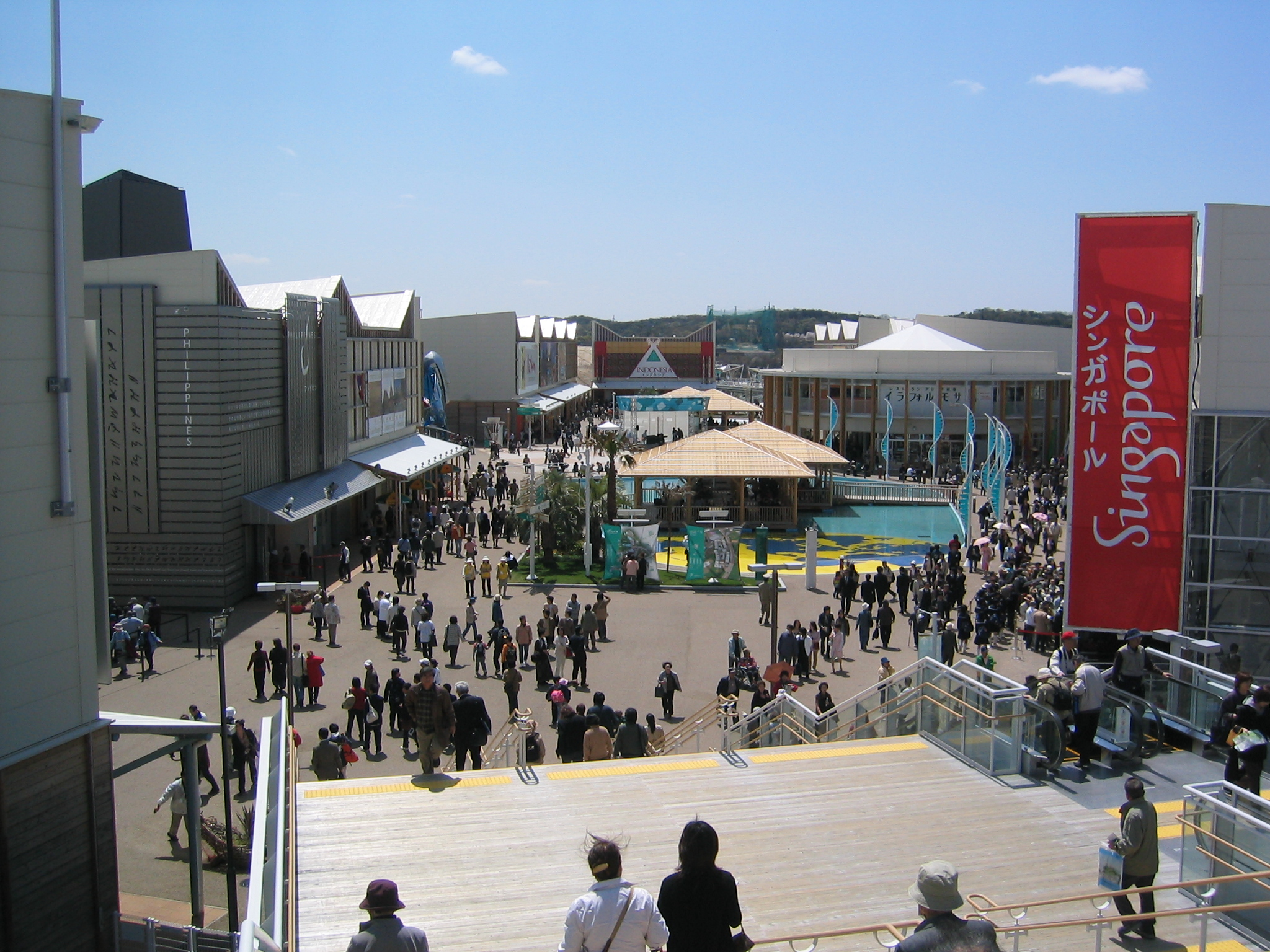
Pavillons des pays asiatiques (zone 6).
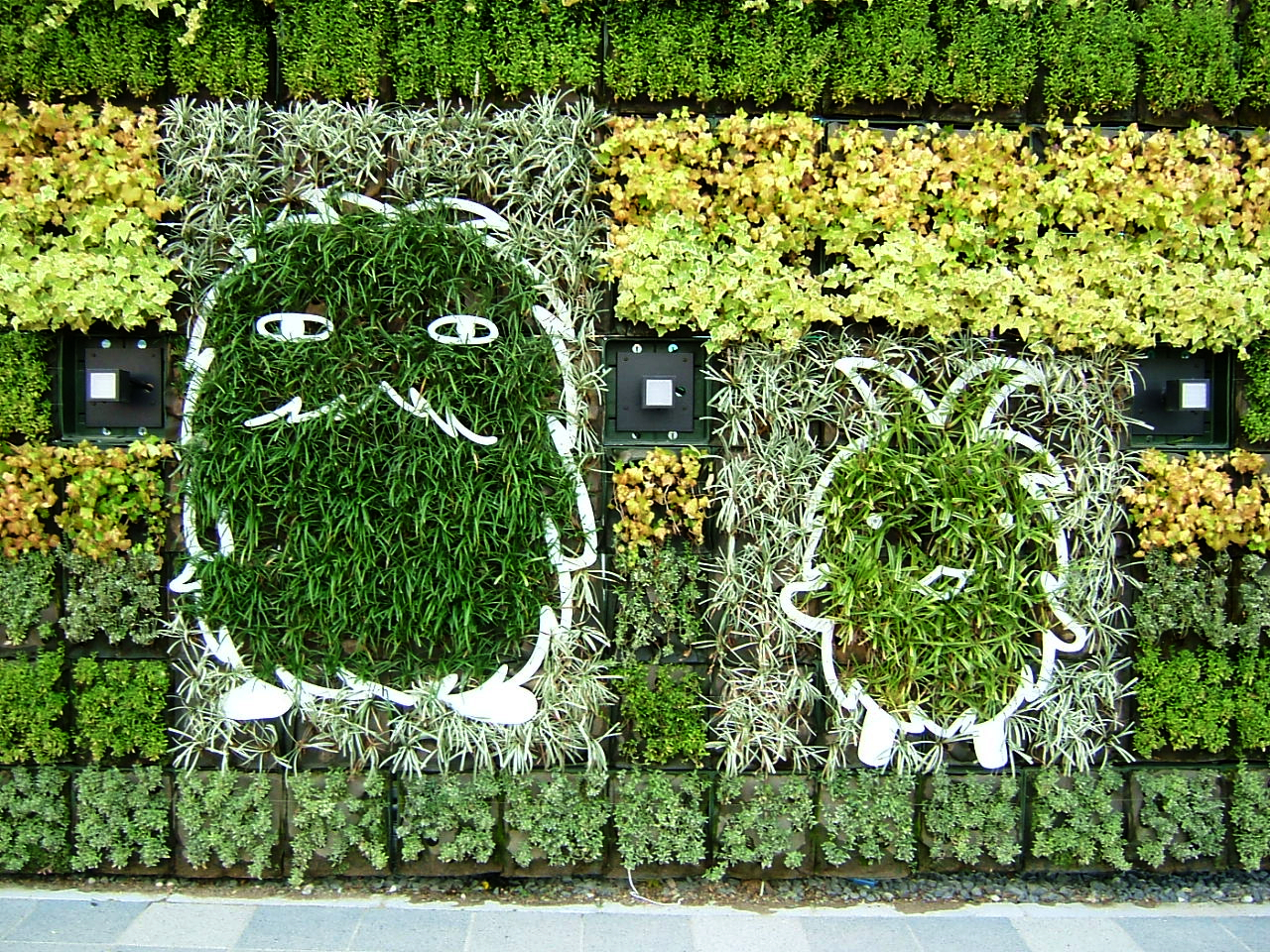
Morizo et Kikkoro, les deux mascottes de l'événement, taillées dans une haie.